# Tetraleurodes oplismeni
Tetraleurodes oplismeni és un hemípter del gènere Tetraleurodes de la família dels Aleiròdids.
L'espècie va ser descrita científicament per primera vegada per Takahashi el 1934.